# Singapur na Letnich Igrzyskach Olimpijskich 2008
Singapur na Letnich Igrzyskach Olimpijskich 2008 reprezentowało 25 sportowców w 6 dyscyplinach.
Był to 14. start reprezentacji Singapuru na letnich igrzyskach olimpijskich. Zdobyty medal był drugim w historii występów Singapuru na letnich igrzyskach i pierwszym od 1960 roku.

## Zdobyte medale
| Medal  | Zawodnik                          | Dyscyplina sportowa | Konkurencja      |
| ------ | --------------------------------- | ------------------- | ---------------- |
| Srebro | Feng Tianwei Li Jiawei Wang Yuegu | Tenis stołowy       | drużynowo kobiet |